# Mohammed Abdulla Hassan Mohamed
Mohammed Abdulla Hassan Mohamed (* 2. prosince 1978, Dubaj) je fotbalový rozhodčí ze Spojených arabských emirátů.
Roku 2010 se stal mezinárodním rozhodčím FIFA. Soudcoval zápasy na Mistrovství Asie ve fotbale 2015 v Austrálii. V březnu 2018 ho FIFA zvolila jako rozhodčího na Mistrovství světa ve fotbale 2018 v Rusku.

## Soudcovaná utkání na MS ve fotbale 2018 a 2022
| 2018 – Rusko      | 2018 – Rusko    | 2018 – Rusko                     | 2018 – Rusko | 2018 – Rusko | 2018 – Rusko |
| Fáze              | Datum           | Místo                            | Domácí       | Hosté        | Výsledek     |
| ----------------- | --------------- | -------------------------------- | ------------ | ------------ | ------------ |
| utkání ve skupině | 21. června 2018 | Centrální stadion, Jekatěrinburg | Francie      | Peru         | 1:0          |

| 2022 – Katar       | 2022 – Katar       | 2022 – Katar | 2022 – Katar | 2022 – Katar | 2022 – Katar | 2022 – Katar |
| Fáze               | Datum              | Tým 1        | Skóre        | Tým 2        |              |              |
| ------------------ | ------------------ | ------------ | ------------ | ------------ | ------------ | ------------ |
| Základní skupina E | 23. listopadu 2022 | Španělsko    | 7 : 0        | Kostarika    | 2 (0+2)      | 0            |